# Hugo Hamilton
Hugo Hamilton (Dublin, 1953 –) ír regényíró, elbeszélő, újságíró.

## Élete
Ír apa és német anya gyermeke. Dublinban nevelkedett, ír, angol és német nyelvi környezetben. Mielőtt első regényei és elbeszélései megjelentek, újságíróként dolgozott szülővárosában. Hat regénye és egy önálló elbeszéléskötete jelent meg, valamint számos antológiában szerepelt. Első három regényének helyszíne Közép-Európa, 1996-ban megjelent Headbanger című fekete humorú krimije Dublinban játszódik. 2001-től egy évig Berlinben élt. 2003-ban The Speckled People címen jelentek meg emlékiratai, melyről mind az ír, mind a német kritika elismeréssel írt. 2006-ban jelent meg The Sailor in the Wardrobe címmel második életrajzi kötete. Jelenleg Dublinban él családjával.
Műveiért hazájában (Rooney-díj, 1992), Franciaországban (Femina-díj, 2004) és Olaszországban (Premio Giuseppe Berto, 2004) is elismerésben részesült. Magyarul mindössze két elbeszélése jelent meg a Magyar Lettre Internationale folyóiratban Patrik napi zöldségek címmel, illetve a Yeats halott! elbeszéléskötetben.

## Művei

### Regények
- Surrogate City (1990)
- The Last Shot (1991)
- The Love Test (1995)
- Headbanger (1996)
- Sad Bastard (1998)
- Sucking Diesel (2002)
- Disguise (2008)
- Hand in the Fire (2010)
- Every Single Minute (2014)

### Elbeszéléskötet
- Dublin Where the Palm Trees Grow (1996)

### Emlékiratok
- The Speckled People (2003)
- The Sailor in the Wardrobe (2006)

### Antológiák
- Yeats is Dead! (2001)[2]

## Magyarul megjelent művei
- Patrik napi zöldségek; ford. Orzóy Ágnes; in: Magyar Lettre, 37. szám, 2000 (magyarul)
- Yeats halott! Tizenöt kortárs ír szerző regénye; szerk. Joseph O'Connor, ford. Zsembery Péter; JLX, Bp., 2003, ISBN 963-305-187-8

## Fordítás
- Ez a szócikk részben vagy egészben  a   Hugo Hamilton című angol Wikipédia-szócikk fordításán alapul.  Az eredeti cikk szerkesztőit annak laptörténete sorolja fel. Ez a jelzés csupán a megfogalmazás eredetét és a szerzői jogokat jelzi, nem szolgál a cikkben szereplő információk forrásmegjelöléseként.